# Comité Olímpico de Bosnia y Herzegovina
El Comité Olímpico de Bosnia y Herzegovina es el organismo encargado de gestionar la participación de los atletas de Bosnia y Herzegovina en los diferentes eventos olímpicos. Su sede está ubicada en la ciudad de Sarajevo. Fue fundado el 4 de junio de 1992 y se convirtió en miembro del Comité Olímpico Internacional un año después. El primer presidente del comité fue Stjepan Kljuić, con Izudin Filipović desempeñándose como el primer secretario general.

## Comité ejecutivo
- Presidente: Marijan Kvesić
- Vicepresidentes: Izet Rađo, Siniša Kisić
- Miembros: Munir Talović, Kornelija Rajković, Branislav Crnogorac, Goran Bošnjak, Nihad Selimović, Neven Rašić, Maja Klepić Jokanović, Mirsad Ćatić, Ivan Brkić, Milanko Mučibabić.